# Sainte-Marie-Laumont
Pour les articles homonymes, voir Sainte-Marie.
Sainte-Marie-Laumont est une ancienne commune française, située dans le département du Calvados en région Normandie, devenue le 1er janvier 2016 une commune déléguée au sein de la commune nouvelle de Souleuvre en Bocage.
Elle est peuplée de 664 habitants.

## Géographie
Au cœur du Bocage virois, le territoire se situe au nord du bassin de Vire. Il est traversé du nord au sud par la départementale 674 (ancienne route nationale 174) de Vire à Carentan par Saint-Lô. L'atlas des paysages de la Basse-Normandie situe majoritairement la commune au nord de l'unité du Bassin de Vire caractérisée par « un ancien bocage fortement dégradé par les mutations agricoles » et un « habitat dispersé […] de schiste aux toits d’ardoise ». La partie nord est classée dans les paysages de la vallée de la Vire, « variés mais déterminés par un encaissement profond du cours d’eau ». L'église et son hameau sont à 4 km au nord de La Graverie, à 5,5 km à l'est du Bény-Bocage, à 10 km au nord de Vire et à 16 km au sud-est de Torigni-sur-Vire.
Jusqu'à très récemment, la commune n'avait pas de réel bourg, l'église et le château formant un simple hameau. La construction récente de lotissements à proximité du carrefour sur la RD 674 et de la mairie ont fait du lieu-dit le Calvaire le bourg de la commune.
Outre la route départementale no 674 qui mène à Saint-Lô par Torigni-sur-Vire au nord et à Vire au sud, le territoire est traversé par la D 81 qui relie le Calvaire à Beaumesnil à l'ouest et au Bény-Bocage à l'est. L'A84 est à 8,5 km au nord, à Guilberville (sortie 40).
Sainte-Marie-Laumont est dans le bassin de la Vire qui serpente à sa limite est, avant d'emprunter le sillon des gorges de la Vire qui borde la commune au nord. Cette partie du territoire constitue géologiquement le sud de la zone bocaine, synclinal traversant la Normandie armoricaine d'est en ouest. Le territoire est sillonné de courts affluents directs du fleuve côtier.
Le point culminant (201/204 m) se situe au nord, sur la butte de Gros-Mont dominant la Vire. Le point le plus bas (67 m) correspond à la sortie de la Vire du territoire, au nord-ouest. La commune est bocagère.
Le climat est océanique, comme dans tout l'Ouest de la France. La station météorologique la plus proche est Caen-Carpiquet, à 44 km, mais Granville-Pointe du Roc est à moins de 55 km. Le Bocage virois s'en différencie toutefois pour la pluviométrie annuelle qui, à Sainte-Marie-Laumont, avoisine les 950 mm.
| Campeaux (comm. nouv. de Souleuvre en Bocage)                     | Campeaux (comm. nouv. de Souleuvre en Bocage) | Campeaux (comm. nouv. de Souleuvre en Bocage)    |
| Saint-Martin-Don (comm. nouv. de Souleuvre en Bocage), Beaumesnil | Sainte-Marie-Laumont                          | Carville (comm. nouv. de Souleuvre en Bocage)    |
| Campagnolles                                                      | Étouvy (comm. nouv. de Souleuvre en Bocage)   | La Graverie (comm. nouv. de Souleuvre en Bocage) |

## Toponymie
Le nom de la localité est attesté sous les formes Beata Maria Losmont en 1278 (livre noir de Coutances), Sainte Marie Losmont en 1392 (fouages français, n° 139), Sainte-Marie Laumont en 1665 (état du dioc. de Coutances).
La paroisse est dédiée à la Vierge Marie.

Laumont serait issu de l'anthroponyme scandinave Osmund, c’est-à-dire Osmundr, variante de Ásmundr et que l’on retrouve dans les patronymes normands Osmond, Osmont et Omont. L’élément Laumont résulte d’une part d’une mauvaise graphie, d’autre part d’une agglutination de l’article défini le.
Le gentilé est Laumontais.

## Histoire
Le 1er janvier 2016, Sainte-Marie-Laumont intègre avec dix-neuf autres communes la commune de Souleuvre en Bocage créée sous le régime juridique des communes nouvelles instauré par la loi no 2010-1563 du 16 décembre 2010 de réforme des collectivités territoriales. Les communes de Beaulieu, Le Bény-Bocage, Bures-les-Monts, Campeaux, Carville, Étouvy, La Ferrière-Harang, La Graverie, Malloué, Montamy, Mont-Bertrand, Montchauvet, Le Reculey, Saint-Denis-Maisoncelles, Sainte-Marie-Laumont, Saint-Martin-des-Besaces, Saint-Martin-Don, Saint-Ouen-des-Besaces, Saint-Pierre-Tarentaine et Le Tourneur deviennent des communes déléguées et Le Bény-Bocage est le chef-lieu de la commune nouvelle.

## Politique et administration
| Période                                  | Période       | Identité           | Étiquette | Qualité  |
| ---------------------------------------- | ------------- | ------------------ | --------- | -------- |
| ?                                        | mars 2001     | Odette Asselin     | SE        |          |
| mars 2001                                | mars 2014     | Christian Clavreul | SE        |          |
| mars 2014                                | décembre 2015 | Marc Guillaumin    | SE        | Retraité |
| Les données manquantes sont à compléter. |               |                    |           |          |

Le conseil municipal était composé de quinze membres dont le maire et trois adjoints. Ces conseillers intègrent au complet le conseil municipal de Souleuvre-en-Bocage le 1er janvier 2016 jusqu'en 2020 et Marc Guillaumin devient maire délégué.

## Démographie
En 2022, la commune comptait 664 habitants. Depuis 2004, les enquêtes de recensement dans les communes de moins de 10 000 habitants ont lieu tous les cinq ans (en 2005, 2010, 2015, etc. pour Sainte-Marie-Laumont) et les chiffres de population municipale légale des autres années sont des estimations.
Sainte-Marie-Laumont a compté jusqu'à 1 320 habitants en 1831.
| 1793  | 1800  | 1806  | 1821  | 1831  | 1836  | 1841  | 1846  | 1851  |
| ----- | ----- | ----- | ----- | ----- | ----- | ----- | ----- | ----- |
| 1 051 | 1 150 | 1 172 | 1 192 | 1 320 | 1 168 | 1 208 | 1 214 | 1 160 |

| 1856  | 1861  | 1866  | 1872 | 1876  | 1881  | 1886 | 1891 | 1896 |
| ----- | ----- | ----- | ---- | ----- | ----- | ---- | ---- | ---- |
| 1 140 | 1 057 | 1 025 | 954  | 1 004 | 1 010 | 998  | 932  | 901  |

| 1901 | 1906 | 1911 | 1921 | 1926 | 1931 | 1936 | 1946 | 1954 |
| ---- | ---- | ---- | ---- | ---- | ---- | ---- | ---- | ---- |
| 873  | 833  | 844  | 695  | 685  | 737  | 712  | 677  | 645  |

| 1962 | 1968 | 1975 | 1982 | 1990 | 1999 | 2005 | 2010 | 2015 |
| ---- | ---- | ---- | ---- | ---- | ---- | ---- | ---- | ---- |
| 619  | 529  | 493  | 472  | 515  | 565  | 593  | 626  | 679  |

| 2018 | - | - | - | - | - | - | - | - |
| ---- | - | - | - | - | - | - | - | - |
| 703  | - | - | - | - | - | - | - | - |

## Lieux et monuments
- Église Notre-Dame : clocher roman octogonal du XIIe siècle en granit gris, rose et pierres de Caen avec clef de voûte historiée, chœur et nef gothiques du XVIIe siècle.
- Dans l'église : trois statues du XVe siècle, lutrin en fonte, autel et retable du XIXe siècle.
- Château.
- Gorges de la Vire.